# Ацусі Міяґі
Ацусі Міяґі (19 жовтня 1931 — 24 лютого 2021) — колишній японський тенісист.
Перемагав на турнірах Великого шолома в парному розряді.

## Фінали турнірів Великого шолома

### Парний розряд (1 перемога)
| Результат | Рік  | Турнір        | Покриття | Партнер    | Суперники                   | Рахунок                 |
| --------- | ---- | ------------- | -------- | ---------- | --------------------------- | ----------------------- |
| Перемога  | 1955 | Чемпіонат США | Трава    | Камо Косей | Джералд Мосс Вільям Квільян | 6–3, 6–3, 3–6, 1–6, 6–4 |